# ハインツ・クルト・ボーレンダー
ハインツ・クルト・ボーレンダー（Heinz Kurt Bolender, 1913年5月21日 - 1966年10月10日）は、ナチス・ドイツ親衛隊（SS）の下士官。最終階級は親衛隊曹長（SS-Oberscharführer）。ソビブル強制収容所で囚人たちから悪名高かった看守の一人。

## 経歴
デュースブルク出身。1939年にナチス党に入党して親衛隊員となった。ユダヤ人や障害者等の安楽死を企図したT4作戦に参加している。このときの同僚であるフランツ・シュタングルやカール・フレンツェルなどとともに1942年4月に完成したばかりのソビボル強制収容所に看守として着任した。
ソビボルでのボーレンダーは囚人たちの作業の監督にあたっており、パウル・グロート親衛隊伍長とともに犬のバリーを連れてよく囚人を見回っていたという。そしてしばしば「お前には働く気がないのか？」と囚人たちに因縁をつけ、犬に襲わせたという。また囚人が到着した際にはガス室送りにする者と働かせる者を種別する作業にもあたっていた。
しかしボーレンダーのソビボル勤務は長くは続かなかった。ボーレンダーは1942年7月に離婚の偽証の容疑で逮捕され、12月にはクラクフの親衛隊の法廷にかけられたのだった。その後しばらく収監されていたが、1943年10月にソビボルで囚人の大脱走がありソビボルが閉鎖されることになると、ボーレンダーは出所して解体作業の手伝いのために再度ソビボルに派遣された。その後はルブリンで親衛隊経済管理本部長オズヴァルト・ポールが経営していたドイツ軍需産業社（DAW）で勤務した。1945年1月に第二級鉄十字章を受章している。
戦後、ボーレンダーは自分の妻に自分が死亡したと証言させ、さらに自分の存在の痕跡もうまく消したので死亡したものと思われていたが、実際には「ハインツ・ブレンナー」と名乗り、ハルトハイムに隠れ住んでいた。しかし1961年5月になって西ドイツ司法当局に発見されて逮捕された。ボーレンダーは裁判にかけられたが、彼は次のように陳述してガス室によるユダヤ人大量虐殺を率直に認めた。
「列車が入ってくると収容所正門が閉じられ、ウクライナ義勇軍の兵士たちが列車を囲んだ。ユダヤ人たちは管理事務所の前まで歩かされた。私がソビボルにいたころにはまだ脱衣バラックがなかったので広場でユダヤ人たちに男女別で服を脱がせた。1つのガス室につき入る人数は40人から50人ぐらいだったと思う。ユダヤ人がガス室に入るとウクライナ義勇兵が扉を閉じた。ガス殺後に扉が開けられ、ユダヤ人労役班に死体を処理させた。」
ハーゲンで裁判が行われている途中の1966年に留置場内で自殺した。まだ判決は出ていなかった。